# Gargamel
Pour les articles ayant des titres homophones, voir Gargamelle.
Gargamel est un personnage de la bande dessinée Les Schtroumpfs et de la série animée du même nom (où il est doublé par Philippe Dumat).

## Histoire
Gargamel est un sorcier alchimiste. Il est l'ennemi juré des Schtroumpfs ; il vit comme eux reclus dans la forêt et a pour seule compagnie son chat Azraël.
Il apparaît pour la première fois dans la deuxième histoire des Schtroumpfs, le Voleur de Schtroumpfs, publiée pour la première fois dans le journal de Spirou no 1130 du 10 décembre 1959. L’histoire est par la suite publiée dans le premier album de la série, Les Schtroumpfs noirs, en 1963.
Il apparaît dans presque tous les albums de la série, sauf Le Cosmoschtroumpf, Histoires de Schtroumpfs, La Menace Schtroumpf, On ne schtroumpfe pas le progrès, Les Schtroumpfs et le Livre qui dit tout, Les Schtroumpfs de l'ordre, Schtroumpf le héros, Les Schtroumpfs et le dragon du lac, Les Schtroumpfs et la tempête blanche, Les Schtroumpfs et les Enfants perdus et Les Schtroumpfs et la Cape magique.
Il ne fait que des caméos dans Le Schtroumpfeur de bijoux, Salade de Schtroumpfs et Les Schtroumpfs à Pilulit.
Il se considère lui-même dans Gargamel l'ami des Schtroumpfs comme un guérisseur, herboriste et sorcier renommé.
Sa grande ambition est de capturer les petits lutins bleus, au départ afin de pouvoir fabriquer la pierre philosophale, mais ses échecs cuisants et répétés transforment ce besoin en haine.
Dans Le Faux Schtroumpf, Gargamel s'aperçoit qu'il ne comprend pas le langage des Schtroumpfs (comme si leur langue était entièrement différente de celle des humains).
Dans d'autres épisodes de la série animée, Gargamel affirme qu'il a besoin des Schtroumpfs pour fabriquer de l'or (ce qui est un des usages de la pierre philosophale). Parfois, il veut les manger.
Dans Les Schtroumpfs, film de Raja Gosnell, Gargamel veut capturer les schtroumpfs pour fabriquer un philtre magique bleu à partir de leur ADN, dont il se sert ensuite pour augmenter ses pouvoirs magiques.
Gargamel a créé la Schtroumpfette, dans une intention de nuire aux Schtroumpfs pour attiser jalousie et rivalité, mais elle finit par s'établir chez eux en harmonie.
Gargamel habite une masure en pierre au toit de chaume avec une tour, de l'autre côté de la forêt des Schtroumpfs. Les Schtroumpfs font sans problème le trajet entre leur village et la maison de Gargamel (le trajet ne durant alors rarement plus de quelques cases) alors que ce dernier se retrouve sans cesse chez lui lorsqu'il tente d'accéder au village, malgré des itinéraires tous plus tortueux les uns que les autres (vu que « nul ne peut arriver au village Schtroumpf s'il n'est guidé par un Schtroumpf »). Cette scène récurrente d'un Gargamel découvrant, fou de rage, sa masure après avoir écarté un bosquet, alors qu'il pensait arriver au village des Schtroumpfs, compose, avec les cadeaux explosifs du Schtroumpf farceur, l'un des principaux running-gags de la série.
Bien qu'il soit l'antagoniste principal, il peut être également protagoniste le temps des albums Les Schtroumpfs joueurs et Les Schtroumpfs et l'Amour sorcier où le sorcier s'allie avec les Schtroumpfs soit pour sauver leur forêt, soit pour l'aider à trouver l'amour (en vain), mais à la fin des deux histoires il redevient l'ennemi juré.

## Description

### Apparence
Gargamel est un vieil homme quasiment chauve aux cheveux noirs hirsutes sur le côté, un peu bossu. Il porte une robe noire avec des carreaux recousus et des chaussures rouges.

### Personnalité

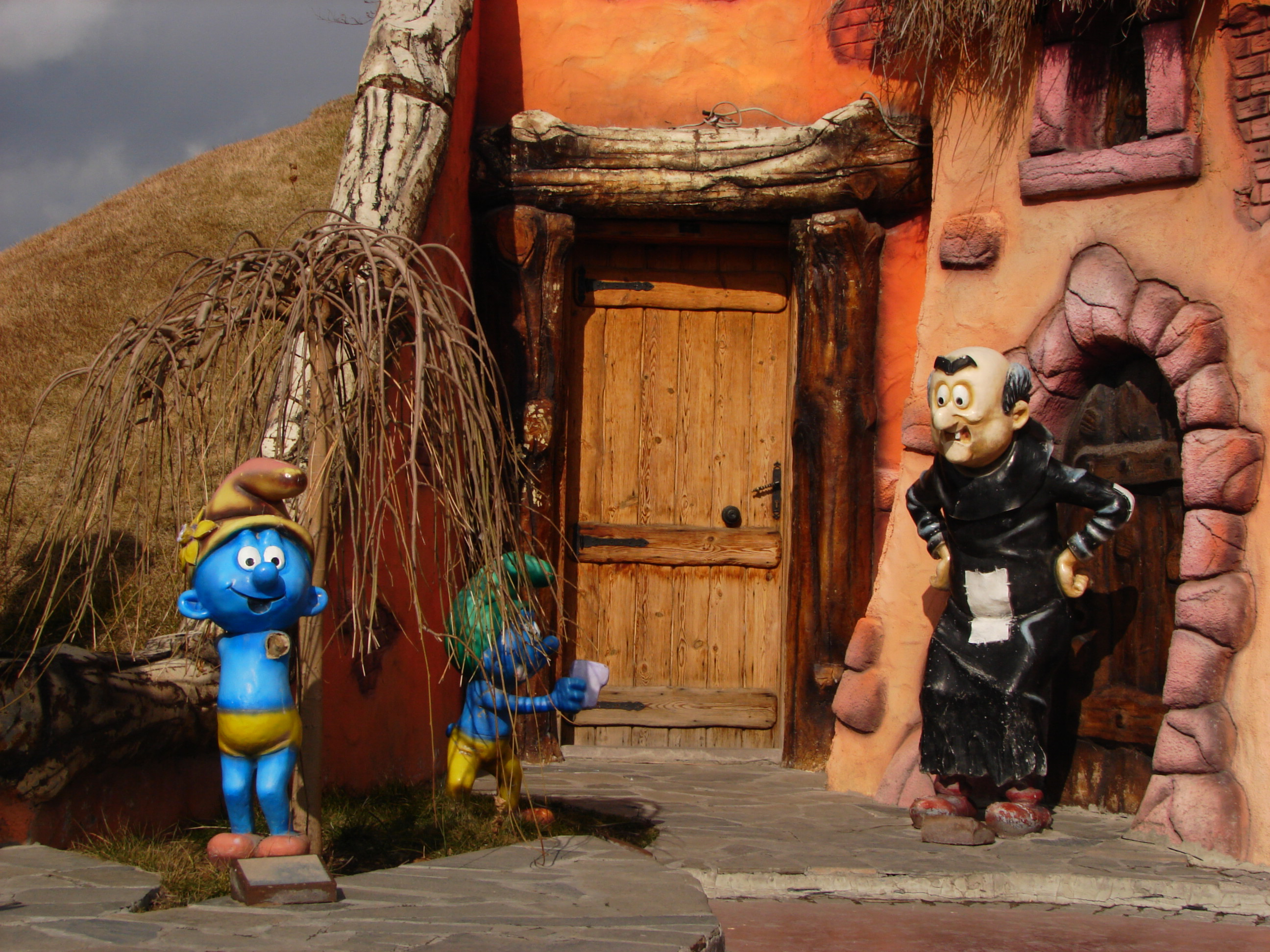
Sculpture à l'effigie de Gargamel dans le parc d'attraction Harikalar Diyarı à Ankara (Turquie).

Gargamel est vaniteux, impatient, menteur, manipulateur, machiavélique, avide de pouvoir et traître. Il peut parfois feindre l'amitié pour son gain personnel puisqu'il est par exemple membre d'une honnête confrérie d'alchimistes (qui ne connaît cependant pas ses activités maléfiques), comme on le voit dans Docteur Schtroumpf. Dans la série animée, il a un apprenti nommé Scrupule.
Les plans de Gargamel pour capturer les Schtroumpfs sont toujours élaborés et bizarres mais voués à l'échec, ce qui semble avoir renforcé son mauvais caractère. Dans ses efforts pour causer des ennuis aux Schtroumpfs, Gargamel a créé la Schtroumpfette. Le Grand Schtroumpf l'a aidé à quelques reprises à se tirer d'une situation périlleuse.

### Pouvoirs et capacités
C'est un sorcier spécialisé dans l'alchimie. Malgré sa bizarrerie et sa maladresse, c'est un sorcier très compétent ; il a beaucoup de livres de sorts et de potions et sait comment les utiliser correctement. Bien qu'il soit un « sorcier », il ne se sert que très rarement de sorts magiques (excepté dans la série animée et dans le film de 2017), employant le plus souvent des potions ou des tactiques non magiques.
L'album La Grande Schtroumpfette nous révèle que Gargamel a connu plusieurs échecs en tentant de vendre ses sorts et ses potions à des gens. Il a notamment échoué à rendre un chevalier invincible, à aider un manant à séduire les femmes, à faire apparaitre un prince charmant à une demoiselle, ainsi que d'autres missions, ce qui a entraîné plusieurs plaintes et lui a valu une inspection de son Ordre. Dans le même album, Gargamel est montré comme étant incapable de réciter par cœur la formule du philtre d'amour, ce qui est, selon le Grand Schtroumpf, la « matière de base ».
L'un de ses talents qui est souvent montré dans la série télévisée est son incroyable don de mécanicien : inventant des machines les plus diverses et bizarres possible, ces dernières capturent tous les Schtroumpfs avant d'être détruites par ces derniers. Aussi doué que le Schtroumpf bricoleur, il arrive qu'il utilise à son avantage certaines inventions de ce dernier.
En effet, bien que maladroit, il est tout de même assez ingénieux : dans L'Aéroschtroumpf, il se fabrique une machine volante digne des avions de Léonard de Vinci, alors que dans Gargamel l'ami des Schtroumpfs, il fabrique une tente qui se replie sur elle-même pour enfermer les Schtroumpfs.

### Famille
Au fil des albums, des histoires courtes et des films, on découvre la famille du sorcier. Dans le tome 1 de l'Univers des Schtroumpfs, Gargamel et les Schtroumpfs, l'histoire courte Le Frère jumeau de Gargamel nous fait découvrir son frère jumeau Gourmelin. Dans le même album, Les Neveux de Gargamel font découvrir ses trois neveux qui sont enfants, et Sagratamabarb présente son cousin éponyme. Dans Les Schtroumpfs en vacances (tome 7 de l'Univers des Schtroumpfs), on découvre Barbapapa, un glacier cousin de Gargamel dans Les Vacances des Schtroumpfs. Dans la série animée, son parrain est Balthazar, un visionnaire. Sa mère, sorcière également, apparaît dans l'histoire courte La poudre de Sagesse (tome 7 de l'Univers des Schtroumpfs), ainsi que dans les albums Schtroumpf les Bains (1 case) et Les Schtroumpfs et l'Amour sorcier. Dans ce même album, d'ailleurs, il est fait mention de son père et d'un mage oriental, Alafazar, avec qui sa mère est partie lorsque Gargamel était jeune. Dans la série Les Schtroumpfs (2021-2025), la mère de Gargamel est aussi un personnage récurrent. Enfin, dans Les Schtroumpfs, le film le principal antagoniste est Razamel, un autre frère de Gargamel, qui complète sa famille ainsi que Zazamel, leur arrière-grand-père qui est mentionné dans ce film.

## Détails
- Son nom serait fondé sur celui de Gargamelle, personnage féminin de Gargantua.
- L'un des rares visiteurs humains de Gargamel fut Grossbouf, un géant glouton que Gargamel persuada de trouver des Schtroumpfs afin d'en faire de la soupe.
- Il a un frère jumeau appelé Gourmelin (ou Gargamelon). Ce dernier est un poète très gentil et a le même style vestimentaire que son jumeau à l'exception de ses souliers qui sont bleus. Gargamel a également trois jeunes neveux apprentis-sorciers (qui sont cependant bons et sympathiques), ainsi qu'un cousin, sorcier lui aussi, nommé Sagratamabarb[2] qui vient du pays de la montagne à beurre. Ce dernier entretient de bons rapport avec les Schtroumpfs et entre en rivalité avec son cousin dans le premier tome de L'Univers des Schtroumpfs.
- Son expression fétiche : « Je me vengerai ! et ma vengeance sera terrible ! »
- Dans les films de Raja Gosnell, il est interprété par Hank Azaria et doublé en français par Guillaume Lebon.